# Elecciones regionales del departamento de Junín en la Región Andrés Avelino Cáceres de 1990
Las Elecciones regionales del departamento de Junín en  la Región Inka de 1990 fueron parte de las elecciones regionales del Perú de 1990 dentro del marco Primera iniciativa de Regionalización, entre los años 1988 y 1992, durante el gobierno del Presidente Alan García Pérez. En estas elecciones se eligieron, por primera vez, 7 representantes a la Asamblea Regional de la Región Andrés Avelino Cáceres que estuvo integrada por las provincias de los actuales departamentos de Huánuco (salvo la de Marañón que formaba parte de la Región Víctor Raúl Haya de la Torre), Pasco y Junín. Las elecciones se llevaron a cabo el 8 de abril de 1990 de forma paralela a las elecciones generales de Perú de 1990. El partido Cambio 90 obtuvo la mayor votación y el doble de representantes que el segundo, el FREDEMO.
Estas fueron las únicas elecciones de su tipo ya que el proceso de regionalización iniciado fue luego dejado de lado durante el gobierno de Alberto Fujimori.

## Resultados oficiales
Los resultados oficiales al 100 % de actas procesadas son los siguientes:
|  | 25.845 % |

|  | 38.256 % |

|  | 18.072 % |

|  | 26.750 % |

|  | 6.390 % |

|  | 9.458 % |

|  | 5.582 % |

|  | 8.263 % |

|  | 3.595 % |

|  | 5.322 % |

|  | 2.356 % |

|  | 3.488 % |

|  | 2.092 % |

|  | 3.097 % |

|  | 1.780 % |

|  | 2.635 % |

|  | 1.358 % |

|  | 2.010 % |

|  | 0.245 % |

|  | 0.363 % |

|  | 0.241 % |

|  | 0.356 % |

## Asamblea Regional de la Región Andrés Avelino Cáceres
La Asamblea Regional para el periodo 1990-1995 estuvo conformada por 10 representantes:

### Cambio 90
Total: 4 representantes
- Edilberto Fidel Miranda Palma
- Manuel Villanueva Dell Agostini
- Luis Enrique Goytizolo Ríos
- Rolando Galíndez Gálvez

### FREDEMO
Total: 2 representantes
- Cayo Justo Espinoza Rosales
- Raúl Andrés Poma Palacios

### Partido Aprista Peruano
Total: 1 representante
- Nidia Ruth Vílchez Yucra